# Robert Guerrero
Robert Joseph Guerrero (ur. 27 marca 1983 w Gilroy) – amerykański bokser, były mistrz świata IBF w wadze piórkowej i super piórkowej.
Rozpoczął swoją karierę w 2001 roku. W czerwcu 2004 roku wygrał z byłym mistrzem świata WBA w kategorii junior piórkowej, Enrique Sanchezem. W grudniu 2005 roku doznał swojej pierwszej porażki, z Gamalielem Diazem. Pół roku później zrewanżował się Meksykaninowi, nokautując go w szóstej rundzie.
We wrześniu 2006 roku zdobył mistrzostwo świata organizacji IBF, pokonując Erica Aikena. Jednak już podczas pierwszej obrony swojego tytułu musiał uznać wyższość Orlando Salido. Meksykaninowi odebrano jednak świeżo wywalczony tytuł za stosowanie niedozwolonych środków dopingujących, a walkę uznano za nieodbytą.
W związku z tym 23 lutego 2007 roku zmierzył się z Spendem Abazi w walce o wakujący tytuł mistrza świata IBF. Po technicznym nokaucie w dziewiątej rundzie odzyskał utracony trzy miesiące wcześniej pas mistrzowski. 3 listopada 2007 wygrał z Martinem Honorio przez techniczny nokaut już w 56 sekundzie pierwszego starcia.
29 lutego 2008 roku znokautował w ósmej rundzie Amerykanina Jasona Litzau. W czerwcu zrzekł się tytułu mistrza świata IBF w kategorii piórkowej i przeniósł się do wyższej kategorii wagowej.
W styczniu 2009 roku pokonał już w pierwszej rundzie Edela Ruiza. 7 marca 2009 roku zmierzył się z Daudem Cino Yordanem. Pojedynek trwał zaledwie dwie rundy po tym, jak Guerrero doznał dużego rozcięcia skóry nad prawym okiem po przypadkowym zderzeniu głowami i nie mógł kontynuować walki. Pojedynek uznano za nieodbyty. Trzy miesiące później zmierzył się z Efrenem Hinojosą. Guerrero w siódmej rundzie ponownie doznał głębokiego rozcięcia skóry, tym razem nad lewym okiem, jednak tym razem nie doszło z tego powodu do przerwania walki. Pojedynek zakończył się zwycięstwem Amerykanina po tym, jak Hinojosa nie był w stanie wyjść do walki po przerwie między ósmą i dziewiątą rundą z powodu kontuzji łokcia.
22 sierpnia 2009 roku wywalczył tytuł mistrza świata organizacji IBF w kategorii junior lekkiej, pokonując na punkty Malcolma Klassena.
24 listopada 2012 roku zmierzył się z Andre Berto. Nieoczekiwanie faworyzowany Berto już w pierwszej rundzie był liczony, lądował na deskach także w drugiej rundzie. Guerrero walczył w półdystansie, co niezbyt pasowało Berto. Po dwunastu rundach sędziowie jednogłośnie wskazali na Guerrero. Berto po walce miał całkowicie zapuchnięte prawe i lewo oko. 
5 maja 2013 Robert Guerrero dostał szansę walki o tytuł WBC wagi półśredniej z najlepszym pięściarzem bez podziału na kategorie wagowe Floydem Mayweatherem. Guerrero przegrał jednogłośnie na punkty u trzech sędziów stosunkiem głosów 117:111.
7 marca 2015 na gali w MGM Grand w Las Vegas przegrał na punty na dystansie dwunastu rund 107:120, 109:118 i 108:118 z rodakiem  mistrzem świata organizacji WBA Keithem Thurmanem (25-0, 21 KO).
6 czerwca 2015 w Kalifornii wygrał  jednogłośnie na punkty 97:92, 95:94 i 94:95 z rodakiem Aronem Martinezem (19-4-1, 4 KO).
15 lipca 2017 roku na gali w Nowym Jorku w walce wieczoru został w 3. rundzie znokautowany przez Omara Figueroa'ę Jr.
18 lipca 2017 Robert Guerrero zakończył karierę bokserską. Jednak 1 grudnia 2018 wrócił w ring.